# Gluta papuana
Gluta papuana là một loài thực vật thuộc họ Anacardiaceae. Loài này có ở có thể cả Indonesia và Papua New Guinea. Chúng hiện đang bị đe dọa vì mất môi trường sống.